# Stora Tvägöl (Locknevi socken, Småland)
Stora Tvägöl är en sjö i Vimmerby kommun i Småland och ingår i Botorpsströmmens huvudavrinningsområde.